# Ioan Flora
Ioan Flora, (n. 20 decembrie 1950, în Satul Nou, județul Pancevo, în Banatul Sârbesc, acum în Serbia – d. 3 februarie 2005, la București) a fost un om de cultură, educator, filolog, poet, pedagog și traducător român originar din Serbia.
Ioan Flora a studiat la București și a locuit aici din 1993, fiind tatăl actriței Ioana Flora. Este înmormîntat în Cimitirul Bellu din București.

## Studii si cariera
Liceul absolvit la Vârșeț, ulterior a absolvit Facultatea de Litere din București în anul 1973. Membru și secretar al Uniunii Scriitorilor din România și al Asociației Scriitorilor din Serbia. A predat limba română la liceul economic din Alibunar. Din 1977 a fost redactor la ziarul Libertatea și la revista Lumina, iar apoi între 1991-1993 a devenit redactor șef la Ediția Libertatea la Pancevo/Novi Sad. În 1993 se stabilește cu familia la București.

## Cariera literară
A debutat cu poemul Des în pagina culturală a ziarului "Libertatea", singurul ziar de limbă română din Serbia, care apărea la Pancevo/Novi Sad. Cartea sa de debut în poezie, intitulată Valsuri, a fost publicată de editura ziarului Libertatea în Panciova în 1970.

## Volume de poezie
- Valsuri, 1970;
- Iedera, 1975;
- Fișe poetice, 1977 (premiul Festivalului de Poezie de la Struga, Macedonia);
- Terapia muncii, 1981;
- Starea de fapt, 1984,1986;
- O bufniță tânără pe patul morții,1988, 1998 (Premiul Belgrad, Serbie);
- Memoria asasină, antologie, 1989 (Premiul scriitorilor din Voievodina);
- Tălpile violete, 1990, 1998;
- Poeme, antologie, 1993;
- Discurs asupra struțocămilei), 1995, 1998 (Premiul Uniunii Scriitorilor din România și din Republica Moldova);
- Cincizeci de romane și alte utopii/ Fifty Novels and Other Utopias (Cinquante romans et autres utopies), antologie, 1996;
- Iepurele suedez, 1997, 1998 (Prix de l’Union des Ecrivains și premiul ASPRO).
- Medeea și mașinile ei de război, 2000
- Dejun sub iarbă, 2003[5][6]
- Trădarea metaforei, 2004[7]

## Traduceri
Poeziile sale au fost traduse în limbile sârbă, germană, maghiară, macedoneană, slovacă, engleză și franceză.
A tradus poeziile lui Vasko Popa, Poezii I-II (1983); 
- Adam Puslojic, Nu-mi amintesc prea bine, bunul meu prieten (1986);
- Pregrad Bogdanovivi, Biblioteca rătăcitoare;
- Dragoslav Mistici, Starea sârbească (2001);
- Die Donau - leicht ansteigend, Gedichte (LYRIK- Sammlung; ISBN 3-937139-04-4; 111 Seiten, POP-Verlag, Ludwigsburg, 2004) Traduceri semnate de Hellmut Seiler Edith Konradt Horst Fassel Helmut Britz Francisca Ricinski-Marienfeld Traian T Pop Gerald Bisinger

## Premii
- Premiul Festivalului de Poezie de la Struga (Macedonia, 1978),
- Nolit Award (Serbia, 1989),
- Premiul Uniunii Scriitorilor (1997),
- Premiul ASPRO (1997).

## Afilieri
Membru al Uniunea Scriitorilor din România, membru fondator al ASPRO, al Asociației Scriitorilor din Voievodina (Serbia) și al PEN - CLUB.